# Ribes viridifolium
Ribes viridifolium là một loài thực vật có hoa trong họ Grossulariaceae. Loài này được (Abrams) A. Heller miêu tả khoa học đầu tiên.